# Суровский (Воронежская область)
Суровский — посёлок в Аннинском районе Воронежской области.
Входит в состав Островского сельского поселения.

## Население
| 2000 | 2005 | 2010 |
| ---- | ---- | ---- |
| 208  | ↗896 | ↘109 |

## География

### Улицы
- ул. Лесная.